# ボツワナの教育
ボツワナの教育（ボツワナのきょういく）における中等教育は無料ではなく、義務教育でもない。2002年には初等教育の総就学率が103%、純就学率が81%であった。ただ、この数値は公式に登録された小学校の生徒数に基づいており、実際の学校の出席率を反映しているとは限らない。近年のボツワナの小学校における出席統計は入手できていない。2001年の時点で、初等教育を開始した生徒のうち5年生まで残るのは86%である。ボツワナの教育システムでは、教育へのアクセスにおいて男女の格差は無いが、女児の場合妊娠によって中等教育をドロップアウトすることもある。
1966年の独立当時は国内で学校を卒業した者は極少数であり、中等教育を受けるツワナ人もわずかだった。しかし独立直後のダイヤモンド鉱床発見と、それによる政府の歳入増加によって国内における教育機会の提供は飛躍的に増大した。全ての生徒はJunior Certificate資格を得るまでの10年間の基礎教育を保障されている。学生の約半数はさらに2年間の中等教育を経てBotswana General Certificate of Education (BGCSE)を取得する。卒業後、学生は6つあるテクニカルカレッジのうち1つに進学したり、教育や看護の職業訓練を受けることが出来る。最も優秀な生徒はハボローネにあるボツワナ大学、ボツワナ農業大学 、ボツワナ会計大学に進学する。一方残りの学生たちは、国内に多数ある私立の専門学校で教育を終えている。これらの学生の大多数は政府の援助を受けており、教育機関の量の増大は必ずしも教育の質の増大を伴っていない現状である。特に小学校はいまだ物資も不足しており、教師の給料も中学校教師より低い水準である。また、2006年1月ボツワナは20年後に授業料制度を再導入することを発表した。

## 脚註
1. 1 2 3 4 5  "Botswana". 2005 Findings on the Worst Forms of Child Labor Archived 2006年12月1日, at the Wayback Machine.. 国際労働局, アメリカ合衆国労働省 (2006). This article incorporates text from this source, which is in the public domain.
2. 1 2  “Botswana brings back school fees”. BBC News. (2006年1月11日) 2010年5月1日閲覧。